# 10289 Geoffperry
10289 Geoffperry eller 1984 QS är en asteroid i huvudbältet som upptäcktes den 24 augusti 1984 av Oak Ridge-observatoriet. Den är uppkallad efter Geoffrey E. Perry.
Asteroiden har en diameter på ungefär 11 kilometer och den tillhör asteroidgruppen Ashkova.